# Turbians
El Turbians és una muntanya de 1.519 metres que es troba entre els municipis de Bagà i Gisclareny, a la comarca catalana del Berguedà. Al cim hi ha un vèrtex geodèsic (referència 281085001).